# Pentagon Memorial
El Pentagon Memorial, ubicado en el suroeste de El Pentágono en el condado de Arlington, Virginia, es un memorial conmemorativo permanente para las 184 víctimas que perecieron en el Vuelo 77 de American Airlines y el Pentágono en los ataques del 11 de septiembre (sin contar a los secuestradores del avión).
El memorial fue diseñado por Julie Beckman y Keith Kaseman de la firma arquitectónica Kaseman Beckman Advanced Strategies, el memorial fue inaugurado el 11 de septiembre de 2008.

## Galería

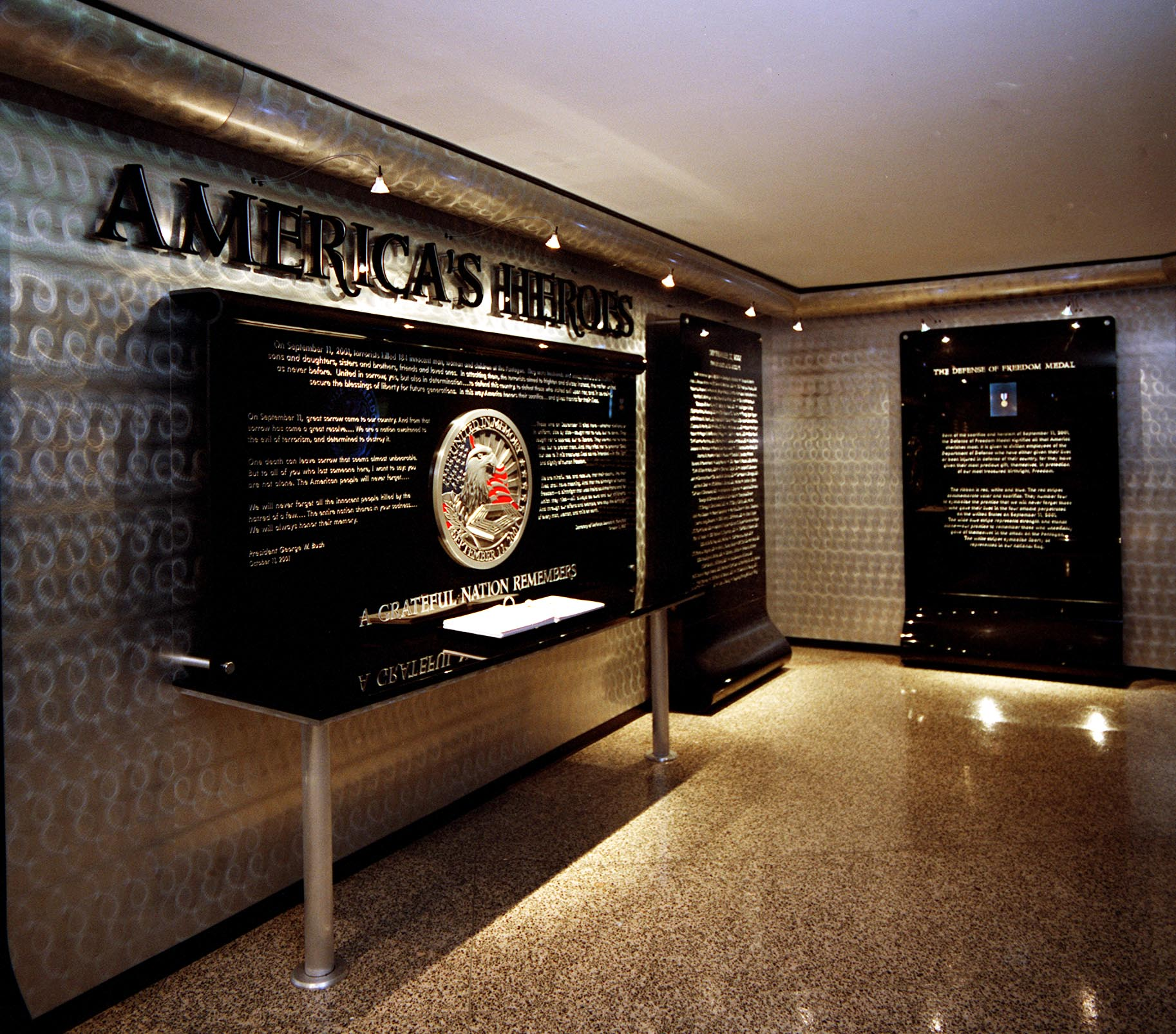
Memorial de los héroes estadounidenses
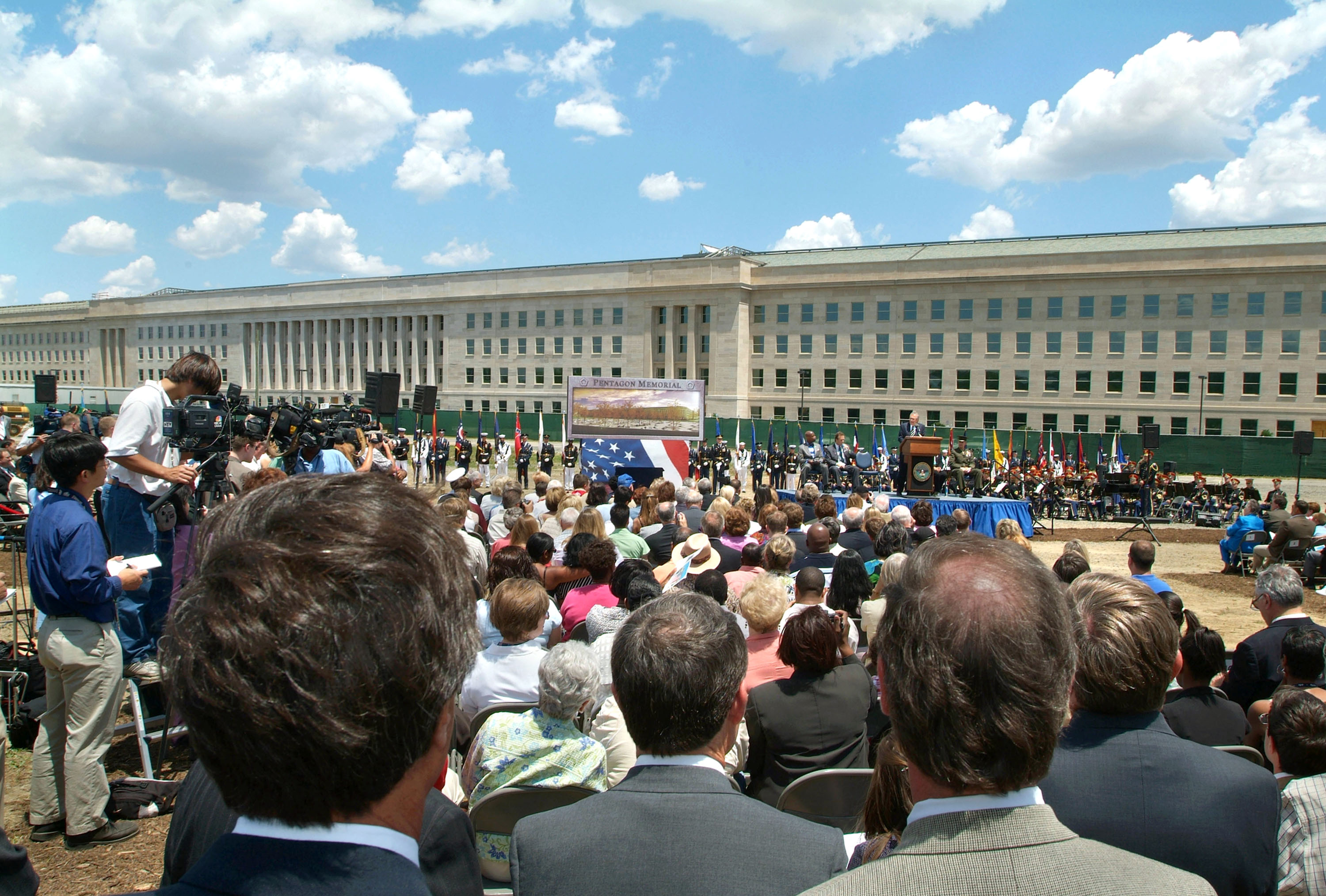
Ceremonia durante la colocación de la primera piedra
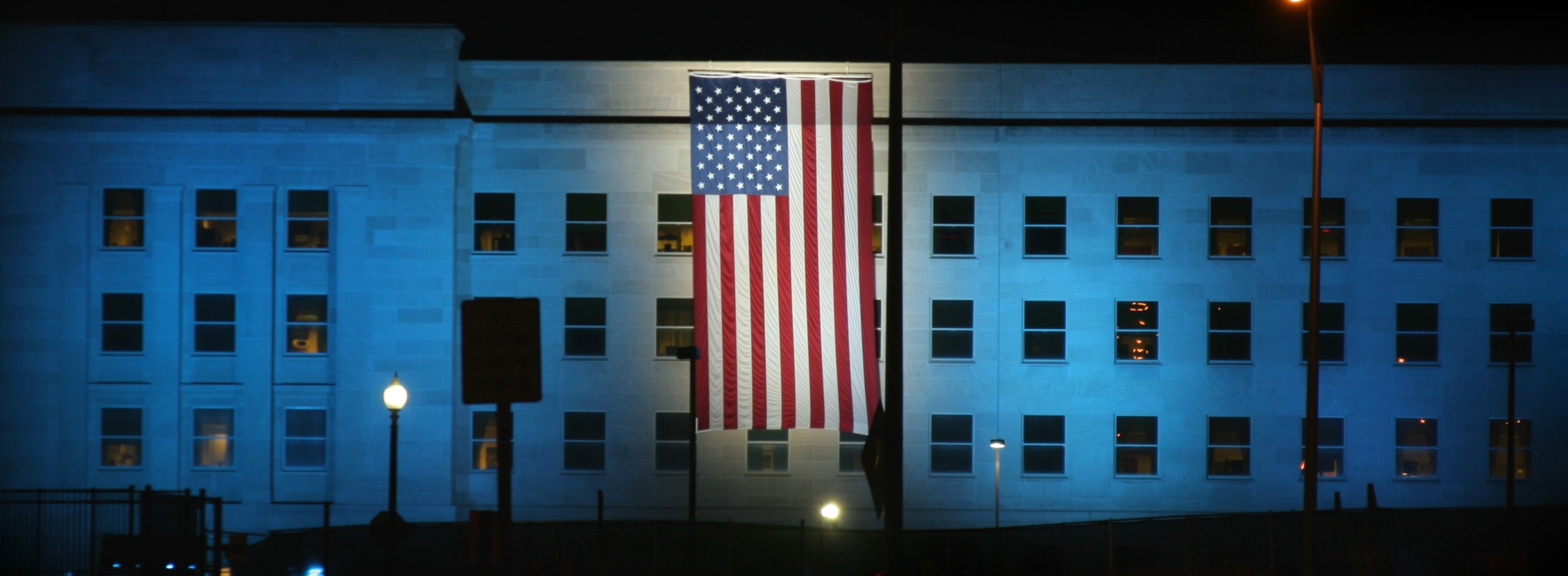
Pentágono iluminado en el sexto aniversario
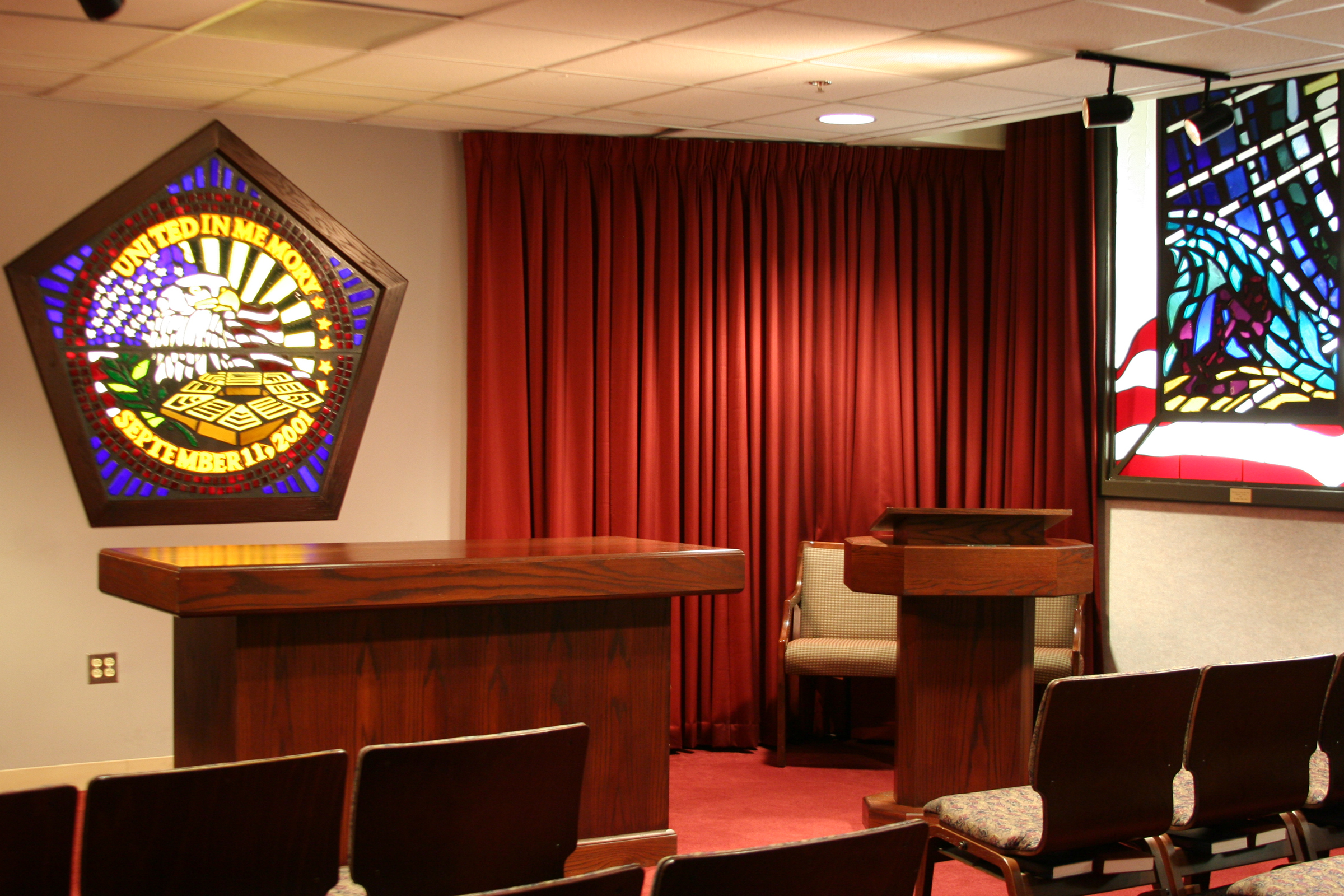
Capilla en el Pentágono
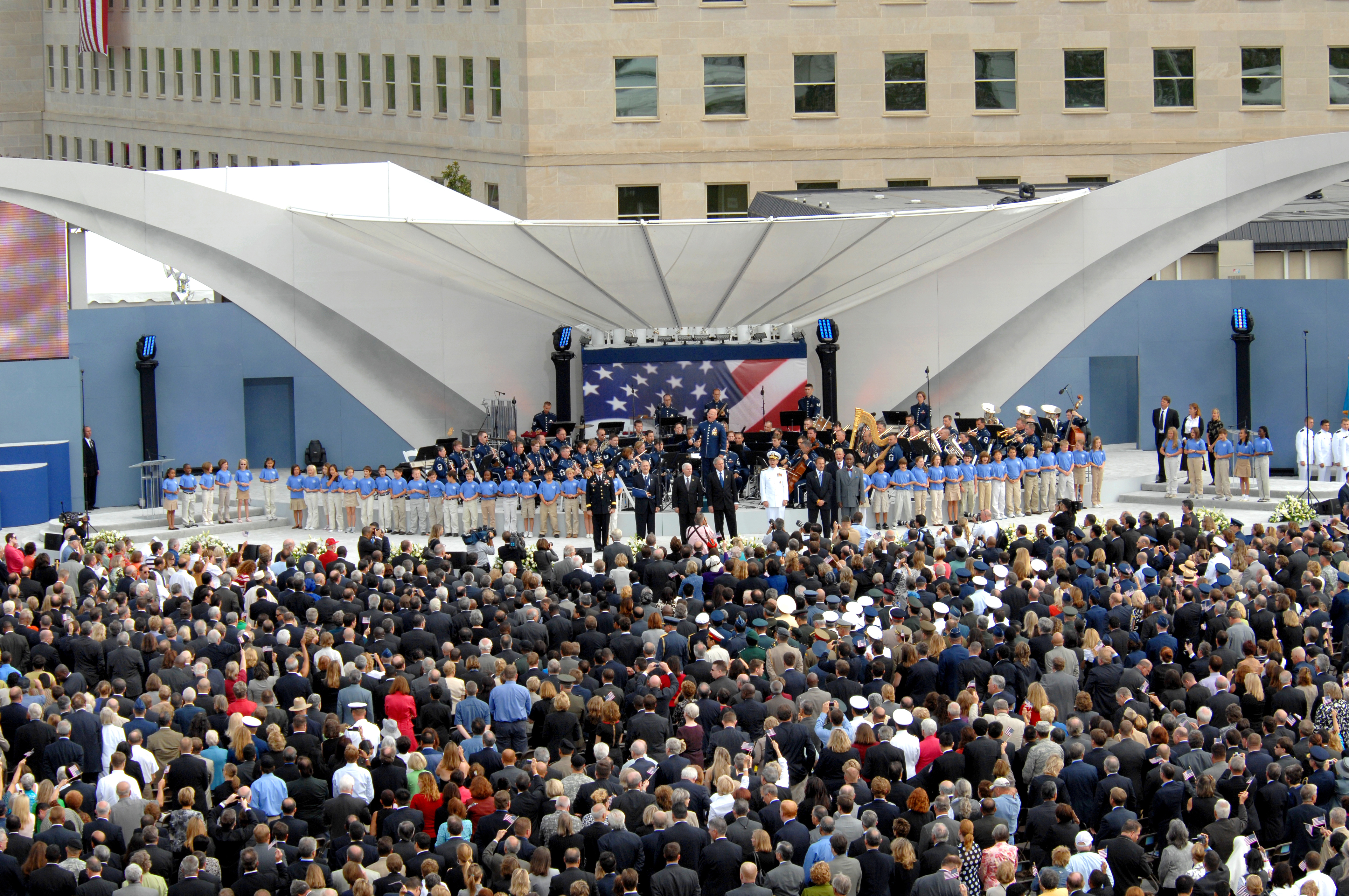
Ceremonia el 11 de septiembre de 2008